# Aviso legal
Uma ressalva, aviso legal ou termo de responsabilidade ou ainda no anglicismo, disclaimer é uma referência ou aviso, encontrado comumente em mensagens eletrônicas e páginas da Web, que informa os direitos do leitor de um determinado documento e as responsabilidades assumidas ou, normalmente, não assumidas pelo autor deste documento.

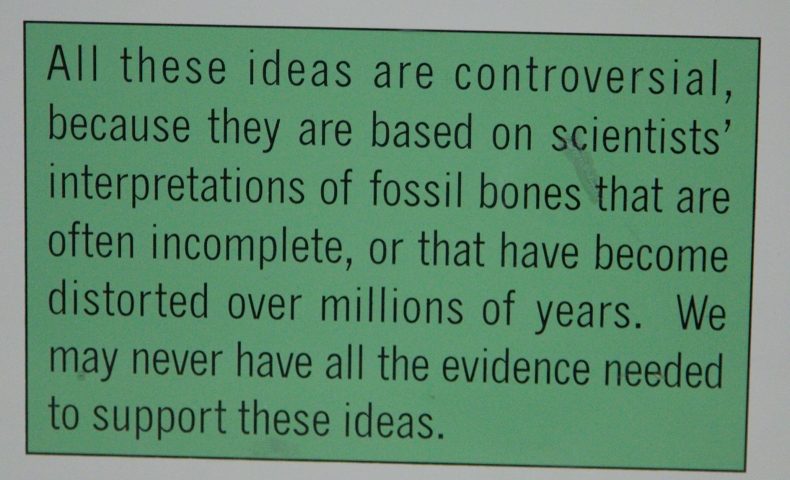
Um aviso legal do museu de história natural de Nova Iorque acerca das controvérsias relacionadas à interpretação dos fósseis.

## Mensagens eletrônicas
É muito comum encontrar este tipo de aviso em mensagens eletrônicas (e-mails). Normalmente estes termos contém advertências para que o leitor mantenha o conteúdo em sigilo ou indicações de medidas que o leitor deve tomar ao receber a mensagem por engano. O uso destes avisos é bastante difundido, principalmente nas mensagens originadas dentro da infra-estrutura de empresas.

### Exemplo
Aviso: Esta mensagem é destinada exclusivamente para a(s) pessoa(s) a quem é dirigida, podendo conter informação confidencial e legalmente protegida. Se você não for destinatário desta mensagem, desde já fica notificado de abster-se a divulgar, copiar, distribuir, examinar ou, de qualquer forma, utilizar a informação contida nesta mensagem, por ser ilegal. Caso você tenha recebido esta mensagem por engano, pedimos que responda essa mensagem informando o acontecido.